# نیوکلرالکتریکا
نیوکلرالکتریکا (انگلیسی: Nuclearelectrica) شرکت برق رومانیایی است، که در سال ۱۹۹۸ تأسیس شد.